# Rock-Jerry
Kaj Alvar Järnström, född 30 juni 1943 i Helsingfors, känd under artistnamnet Rock-Jerry, är en finländsk rocksångare. 
Järnström uppträdde vid fyra års ålder första gången i radio och medverkade under några år i mitten av 1950-talet i radions ungdomskör. Under artistnamnet Rock-Jerry utsågs han 1959 i ett direktsänt tv-program till Finlands första "rockkung", vilket gav honom en kometkarriär som rocksångare. Tillsammans med gruppen The Masters gav han ut skivan Long Tall Sally/Only Sixteen 1960, som anses vara den första riktiga rockskivan utgiven i Finland. Under de följande åren gav han ut ett flertal skivor och konserterade flitigt samt framträdde även bland annat i filmerna Iskelmäkaruselli pyörii (1960) och Tähtisumua (1961). Han återvände till musiken i början av 1970-talet och gav ut LP-skivorna  I'm In Love Again (1974) och Eezie Now (1975), vilka dock inte blev några större kommersiella framgångar. Han uppträder fortfarande och i det civila varit verksam som företagare inom rekryteringsbranschen.